# Réforme (hebdomadaire)
Pour les articles homonymes, voir Réforme.
Réforme est un hebdomadaire protestant, fondé à Paris en 1945. Son nom fait référence à la réforme protestante.

## Histoire
Réforme est actuellement le principal hebdomadaire protestant français. Ce journal hebdomadaire fut fondé à la Libération, dans le contexte de la Résistance par Albert Finet, Jean Bosc, Denise Berthoud et Albert-Marie Schmidt. Son premier numéro paraît le 24 mars 1945. Réforme a toujours cherché depuis lors à donner un regard protestant sur l’actualité, sur les événements du temps et l’évolution de la société, en France et à l'étranger. Le journal commente les événements politiques, économiques, les phénomènes de société ainsi que les débats sociaux. Il offre un éclairage original sur l’actualité religieuse, artistique et littéraire. Il soutient une inspiration protestante, tout en étant attentif aux exigences de l’œcuménisme, et loin de toute attitude strictement confessionnelle.
Réforme est indépendant des structures ecclésiales, tenant dans la presse nationale française une place atypique, depuis plus de 60 ans.

« Depuis 60 ans, Réforme continue de scander, baliser et donner un sens et une proportion aux choses. Ce regard-là n’est pas conservateur mais intégrateur, pas nostalgique mais disponible, pas opportuniste mais pluraliste. Une religion qui n’a pas peur du siècle, une spiritualité qui ne rejette pas la modernité : c’est la marque de Réforme. »

— Alain Duhamel
Il est principalement diffusé par abonnement et dans les grandes librairies religieuses, il comporte vingt pages et a une diffusion nationale. En 2007, Réforme affiche 22 000 lecteurs et 7 000 abonnés.
En 2007, le site internet de Réforme se modernise et devient un portail multimédia accessible à tous. Les abonnés bénéficient d’un accès privilégié aux archives, aux portraits et hors-séries, et à l’intégralité du numéro de Réforme de la semaine.